# Buchfart
Buchfart ist eine Gemeinde im Süden des Landkreises Weimarer Land und Teil der Verwaltungsgemeinschaft Mellingen.

## Geografie
Die Ortslage von Buchfart befindet sich etwa 17 Kilometer südwestlich der Kreisstadt Apolda und etwa 7 Kilometer südlich der Stadt Weimar im Durchbruchstal der Ilm.
Als höchste Erhebung gilt die Balsamine (340,6 m ü. NN), ein Ausläufer des Rosenbergs (379,9 m ü. NN), welcher jedoch schon zur Gemarkung des Weimarer Ortsteils Possendorf gehört.

## Geschichte
Am nördlichen Ufer der Ilm hatte das Gelände am Prallhang schon in der Jungsteinzeit und später zur Besiedlung angezogen, was archäologische Funde belegen.
Der Ortsname Buchfart verweist auf eine wichtige Furtstelle im Buchenwald. Der Ort wurde erstmals 1348 urkundlich mit Lutolf von Heitingsburg residenz in Buchverte erwähnt. Die Grafen von Orlamünde hatten zu dieser Zeit die Lehnshoheit in Buchfart, diese gelangte 1395 an die Grafen von Schwarzburg.
Offenbar dienten die Felsenburg und die Buchfarter Ilmfurt einer Altstraße, die hier unmittelbar an der Burg den Steilhang des Ilmtales erklomm, die dafür erforderlichen Stützmauern und Reste von Hohlwegen sollen noch im 19. Jahrhundert im Gestrüpp erkennbar gewesen sein.
Die wildreichen Wälder um Buchfart und Hetschburg waren beliebte Jagdreviere des Weimarer Hofes.
Die Felsenburg Buchfart lockte auch Forscher an. Bereits 1551 war der Mineraloge und Bergbau-Experte Georgius Agricola zu den Kammern der Felsenburg aufgestiegen, da man ihm lebhaft versicherte, dort hätten einst Troglodyten – zwergenhafte „unterirdische Lebewesen“ gehaust. 1822 untersuchte der Heimatforscher Karl Gräbner tagelang die sagenhafte Burganlage und veröffentlichte dazu das Buch „Das alte Bergschloß Buchfart im Großherzogtum Weimar“.

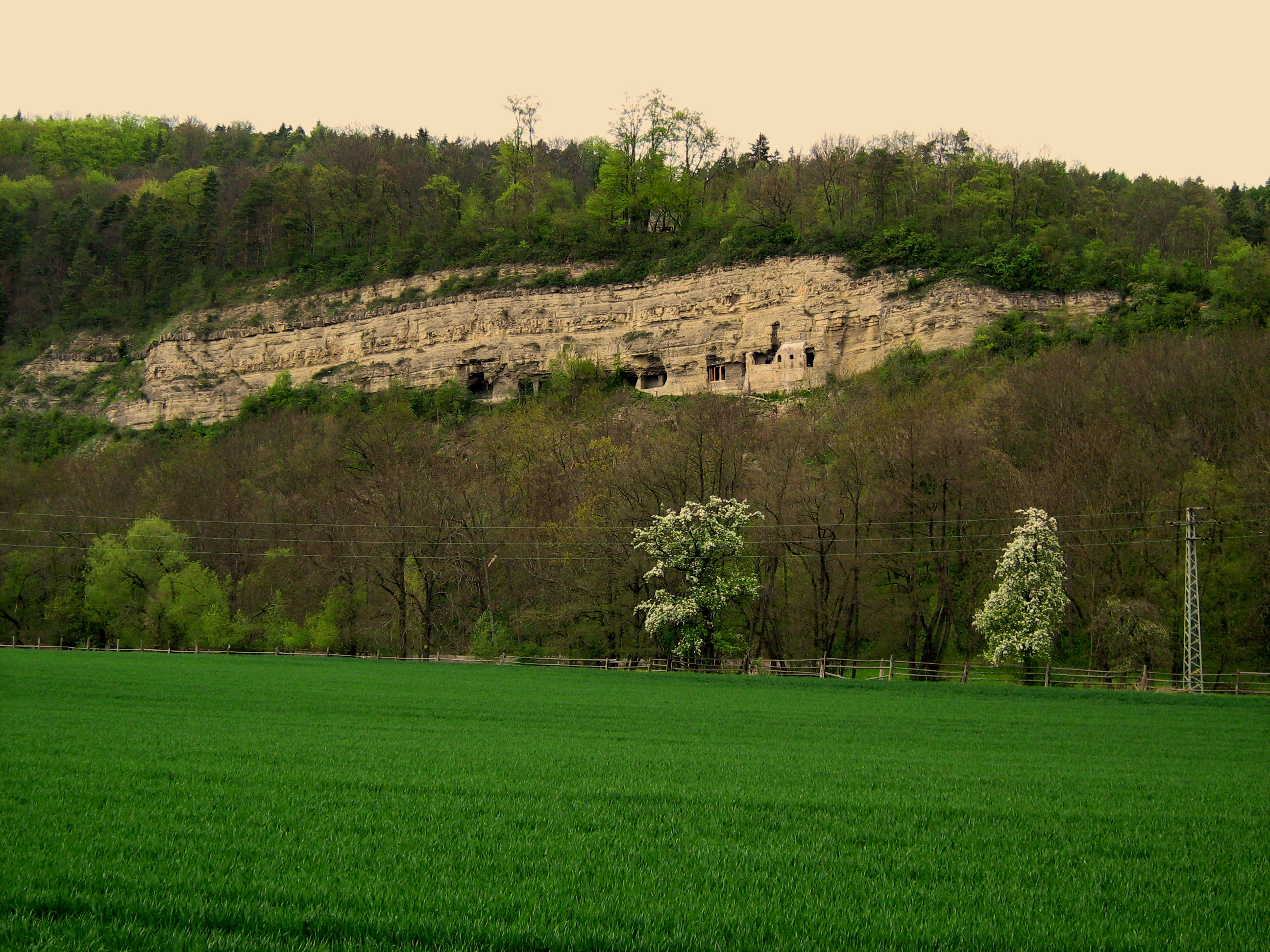
Die Felsenburg in der Kalksteinwand oberhalb Buchfahrts, 2010.

## Wirtschaft und Infrastruktur

### Wasser und Abwasser
Die Abwasserentsorgung übernimmt die Gemeinde Buchfart in Eigenregie. Die Aufgabe der Trinkwasserversorgung hat die Gemeinde Buchfart dem Wasserversorgungszweckverband Weimar übertragem.

## Sehenswürdigkeiten

### Felsenburg
Die Felsenklippen gegenüber der Ortslage von Buchfart sind durch fortschreitende Erosion in ständiger Wandlung. Die dort befindliche Felsenburg wird in der Literatur auch als Höhlenburg bezeichnet. Mit dem Ausbau der Anlage wurde wahrscheinlich schon im 10. Jahrhundert begonnen. Sie gilt als eine Besonderheit in der Thüringer Burgenlandschaft. Die Anlage bestand aus etwa zwölf Kammern und Gängen, die sich bis zu 40 Meter über dem Talgrund erstreckt haben. Die einstige Zugangssituation und die Außenmauern sind nicht mehr rekonstruierbar. Die Burg bot in ihrer Blütezeit den bestmöglichen Schutz vor Angreifern, andererseits waren die Lebensbedingungen innerhalb der Burg wenig bequem. Bereits um 1440 wurde die Anlage aufgegeben. Inzwischen hat die Natur einen bedeutenden Teil der Burg zerstört.
Im Jahre 2009 waren umfangreiche Sicherungsarbeiten an der Felswand erforderlich; man hofft nun, einen Großteil der noch vorhandenen Ruine gerettet zu haben.

### Ilm-Brücke und Mühle
Eine weitere Sehenswürdigkeiten des Ortes stellt die 1816 bis 1818 erbaute, überdachte Holzbrücke über die Ilm dar. (Bis 1613 war die Brücke aus Stein.) Die denkmalgeschützte Brücke hat eine Länge von 43 Metern, eine Breite von drei Metern und die Durchfahrtshöhe beträgt 3,05 Meter. Die Brücke ist noch immer befahrbar. Der Entwurf stammt vom Weimarer Baurat Carl Friedrich Christian Steiner. Neben der Brücke befindet sich eine denkmalgeschützte Wassermühle. Das Ensemble zählt zu den beliebtesten Fotomotiven.

### Dorfkirche
Die Buchfarter Kirche „Zu unseren Lieben Frauen“ ist im Kern ein gotisches Bauwerk aus dem 14. Jahrhundert. Das Langhaus stammt hingegen aus dem 18. Jahrhundert. An der Kirche wurde 1870 eine Generalsanierung vorgenommen.

### Gebietswanderwege
Durch Buchfart verläuft der Goethewanderweg Weimar–Großkochberg sowie der
„Drei-Türme-Wanderweg“, dieser führt vom Ort direkt zum benachbarten Paulinenturm bei Bad Berka.

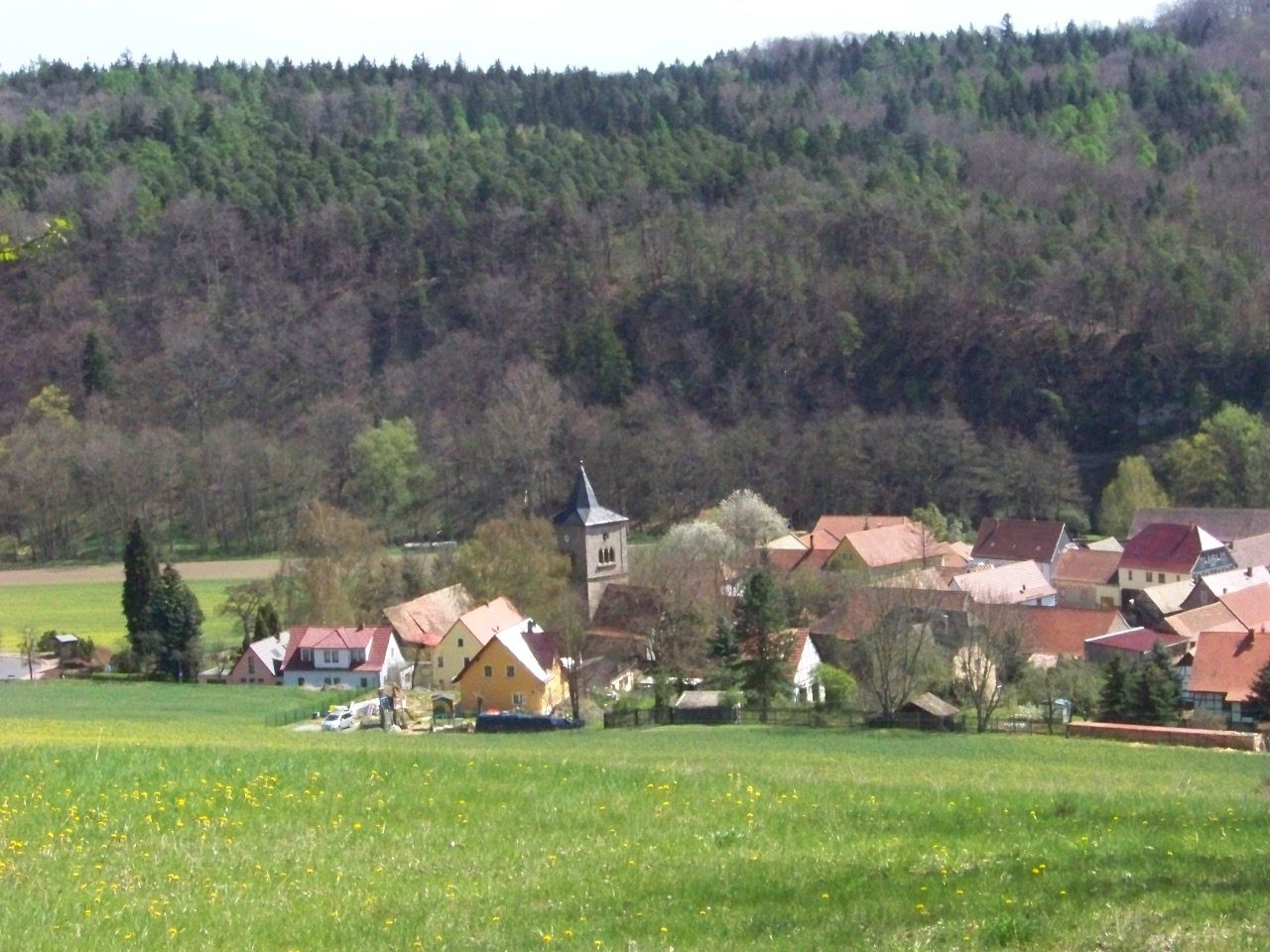
Blick auf Buchfart im Frühling

### Balsamine
Die landschaftlichen Reize des Ilmtales bei Buchfart führten zur Ausweisung als „Landschaftsschutzgebiet Mittleres Ilmtal“. Schon im 18. Jahrhundert begann hier ein lebhafter Fremdenverkehr. Oberhalb der Felsenburg wurde 1894 die Gastwirtschaft „Güntsches Ruh“ durch Balduin Zorn erbaut. 1924 wurde sie durch Brand zerstört. Die jetzige Ausflugsgaststätte „Balsamine“ wurde 1931 erbaut. Den poetischen Namen erhielt sie nach den hier angepflanzten Robinien, die im Frühjahr den Ort mit ihrem süßen, betörenden Duft verzaubern.

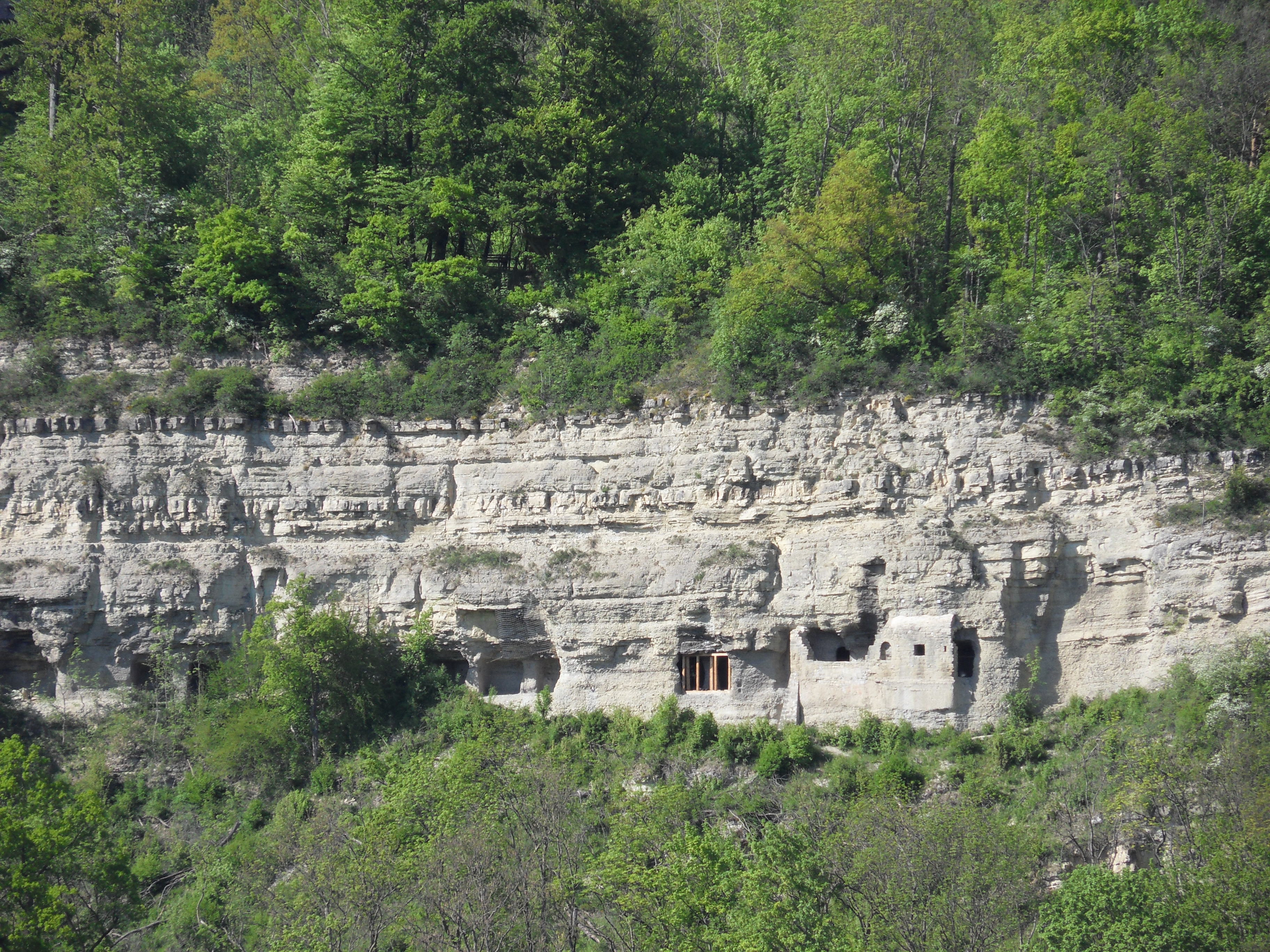
Felsenburg von der gegenüberliegenden Talseite fotografiert
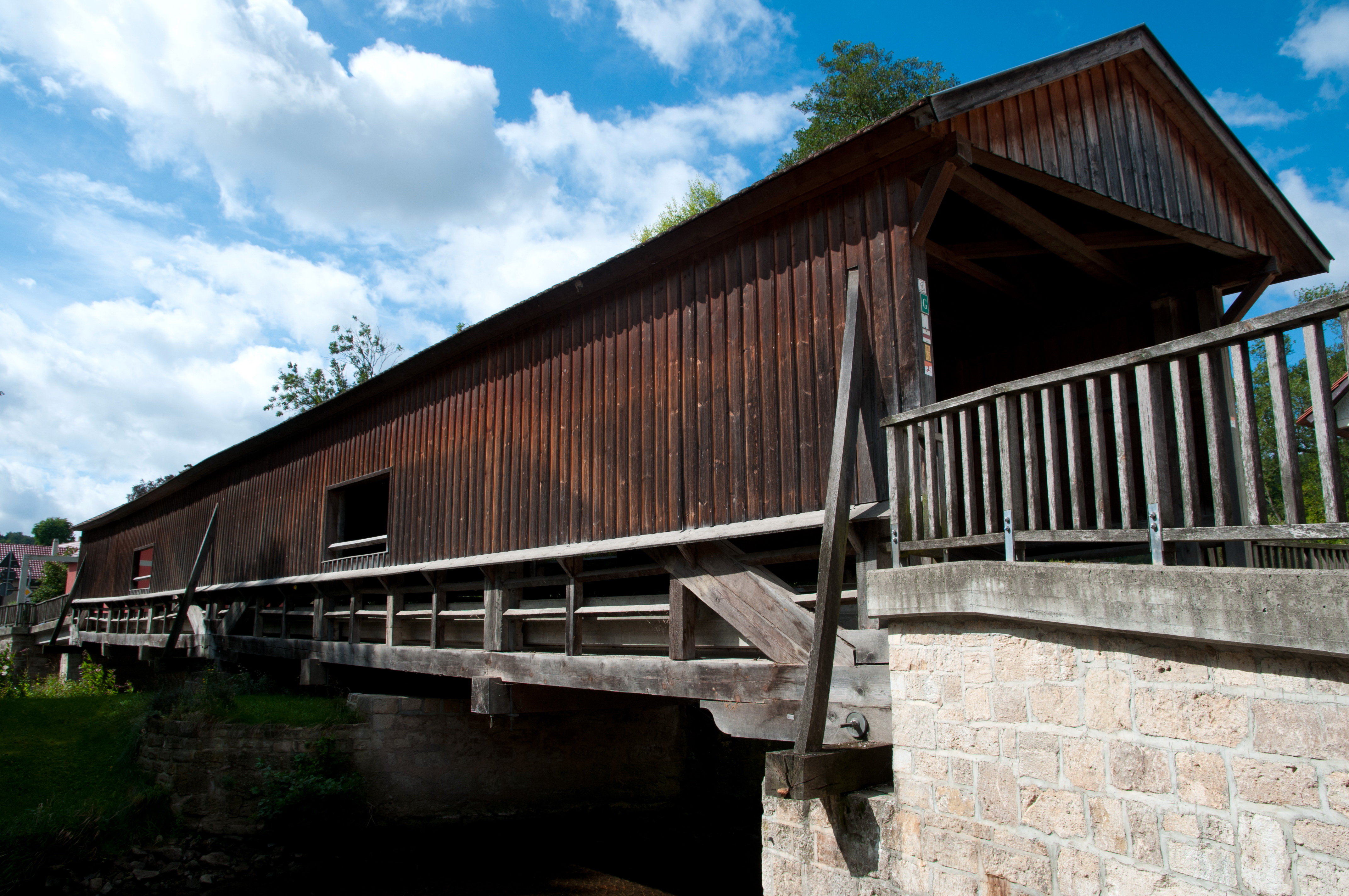
Holzbrücke über die Ilm
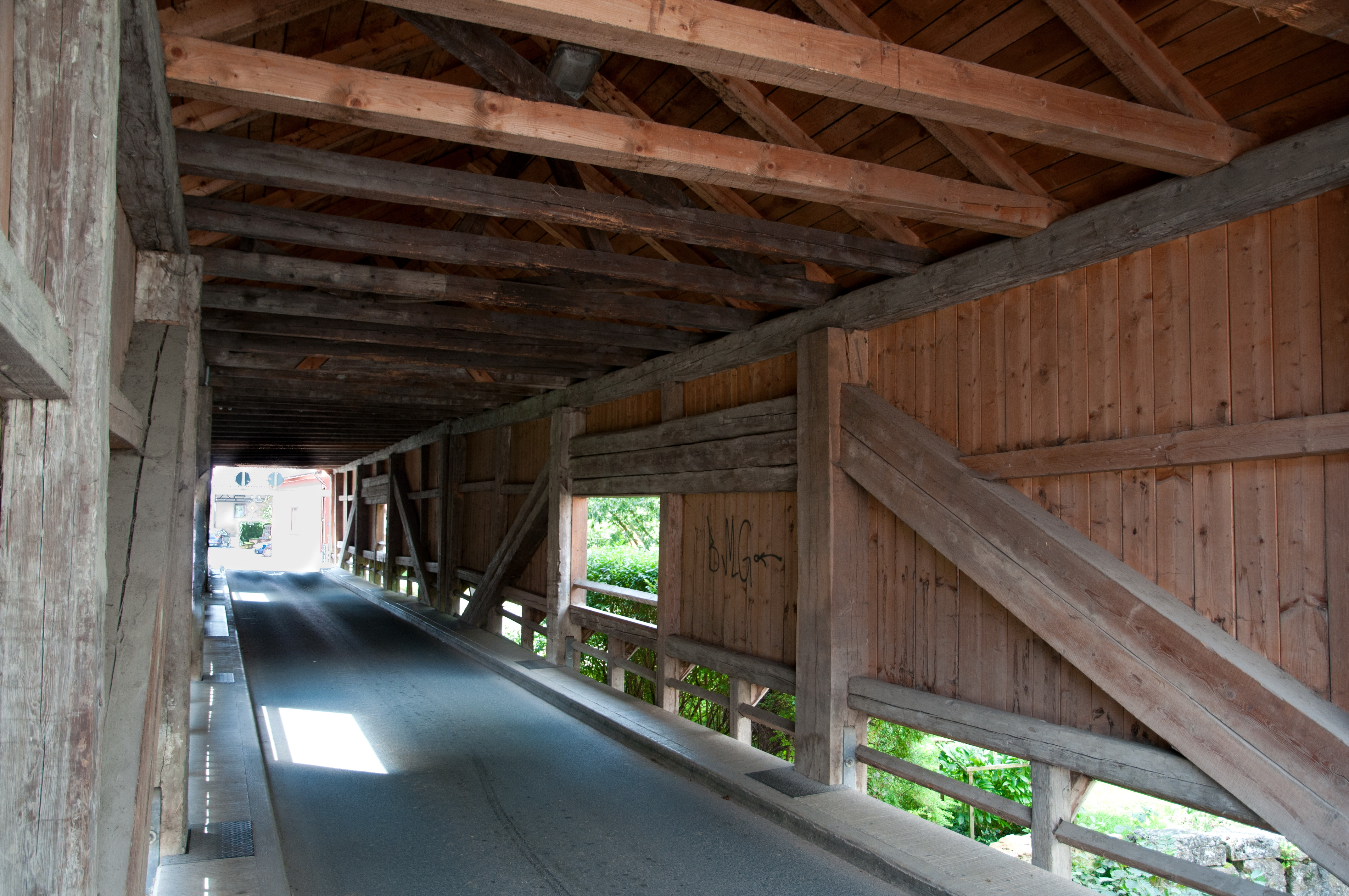
Innenansicht Brücke
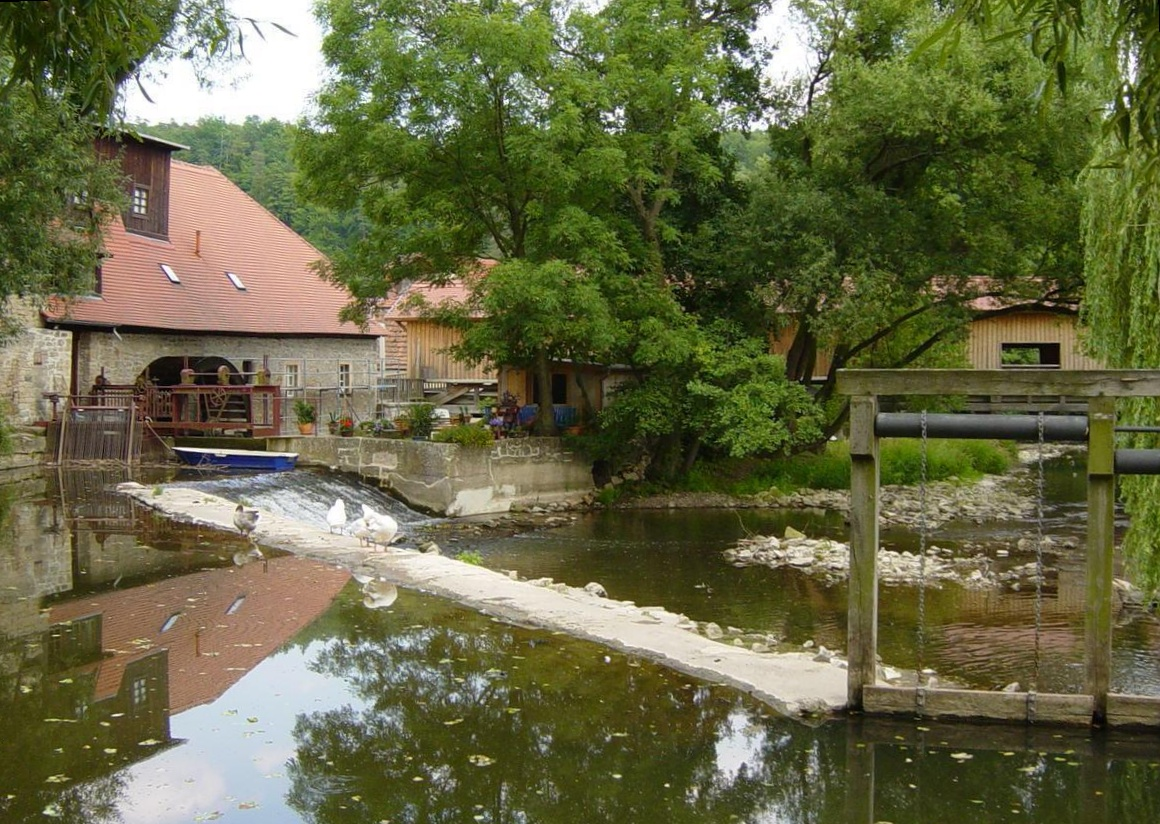
Wassermühle
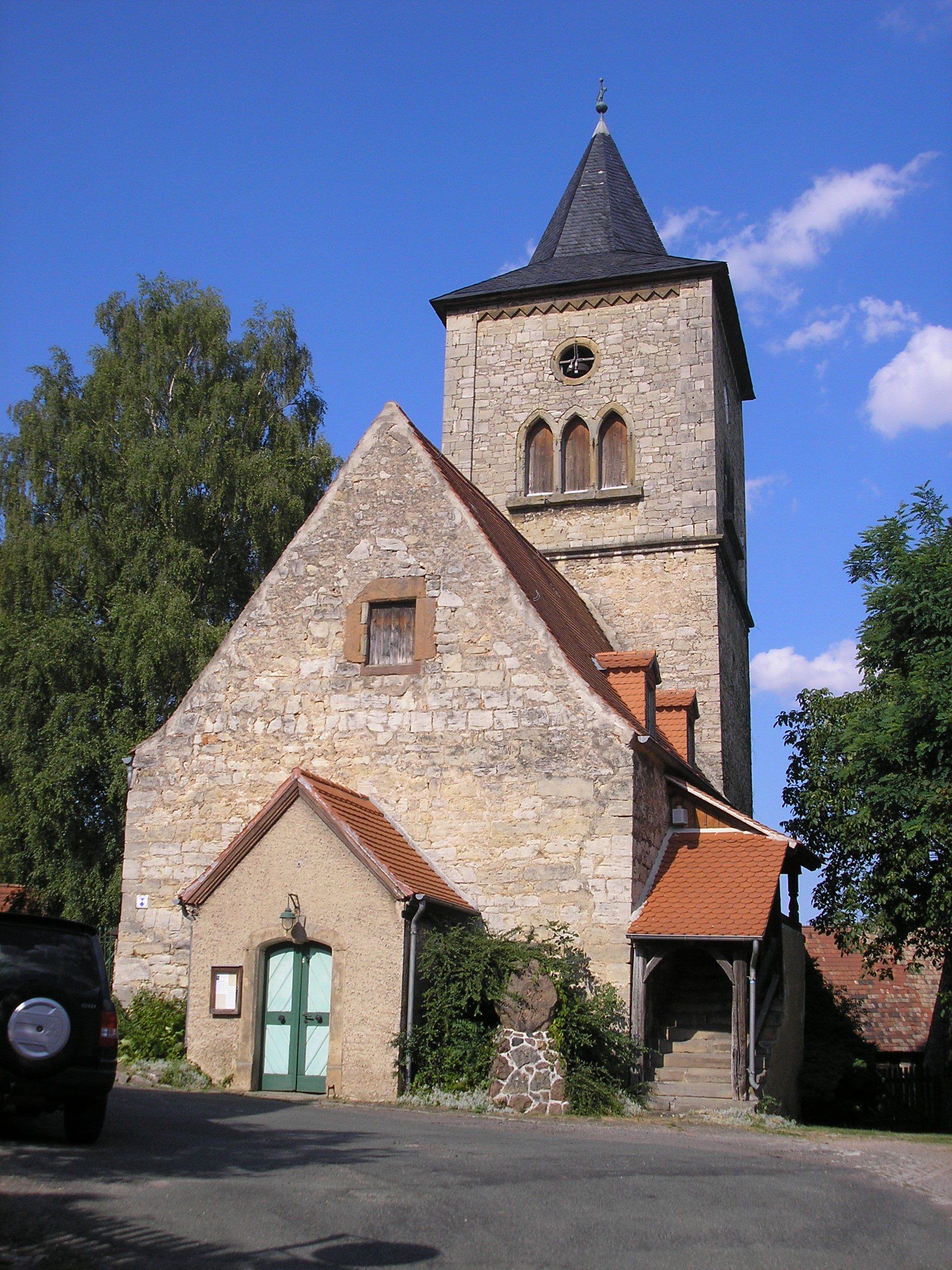
Dorfkirche
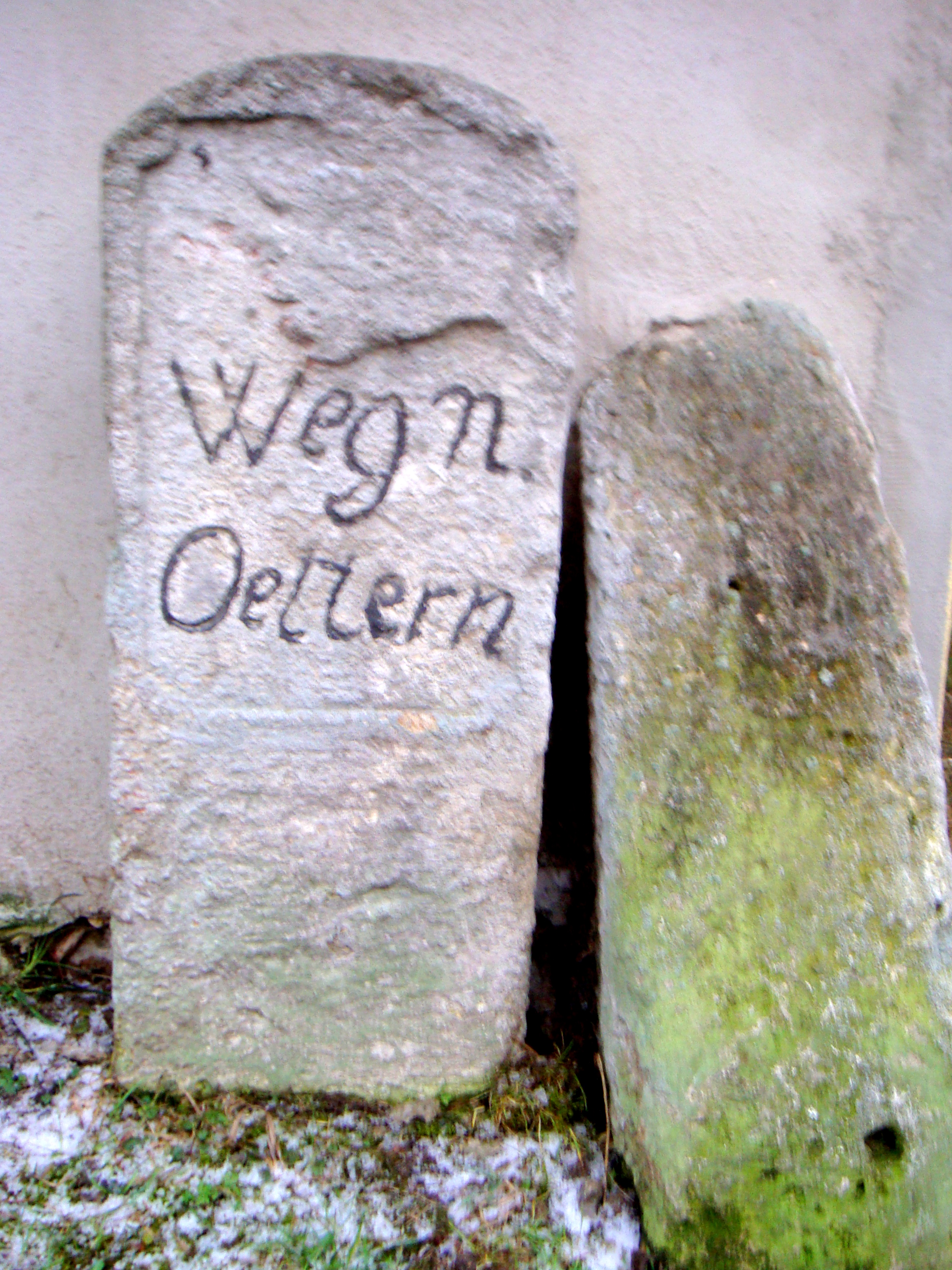
Wegweiser-Stein
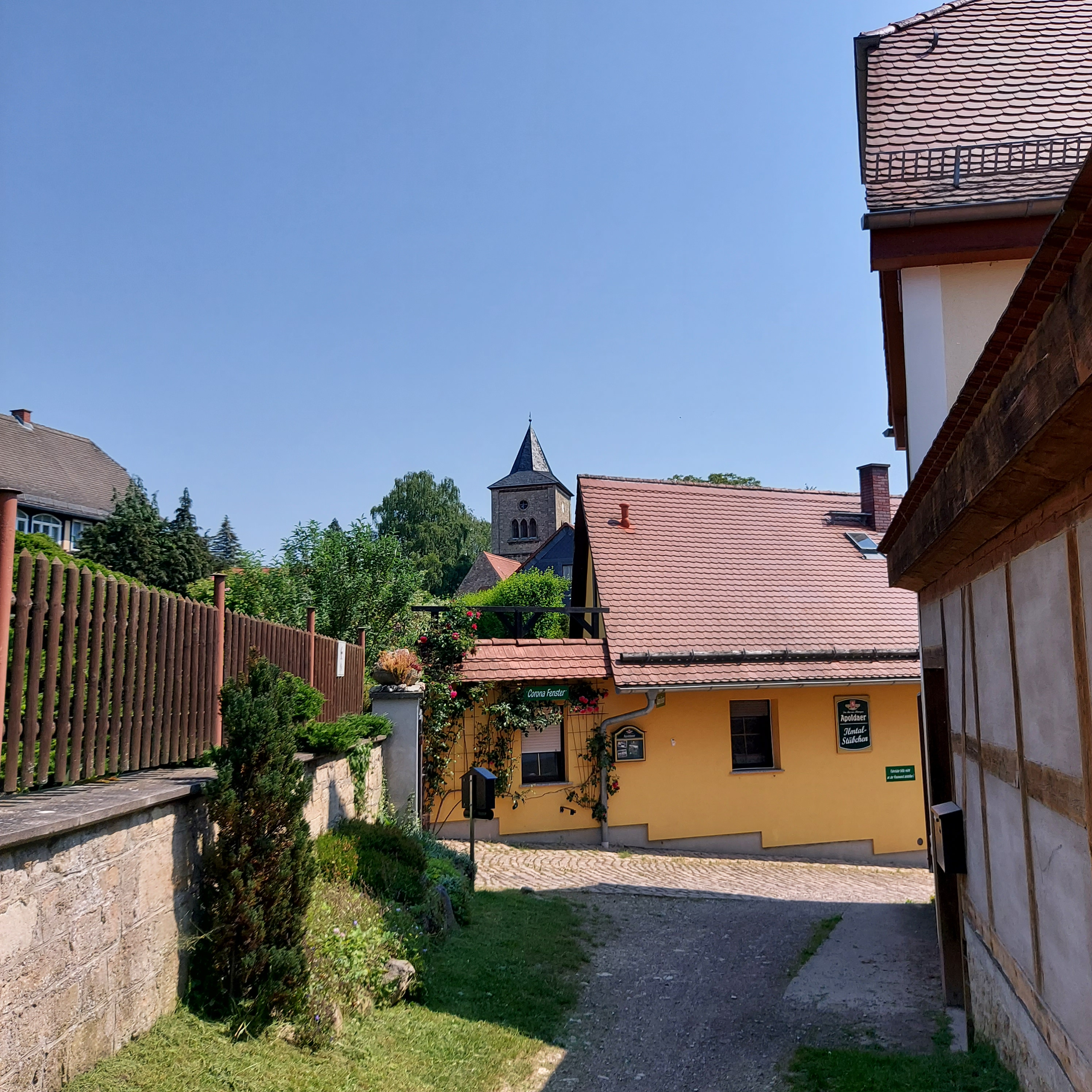
Ortsansicht mit Gasthaus und Kirche

## Persönlichkeiten
- Volckmar Leisring (um 1588–1637), 1629 bis zu seinem Tode Pfarrer in Buchfart
- Heinz Schultze (1911–1941), nationalsozialistischer Funktionär